# 1964年東京オリンピックのトルコ選手団
1964年東京オリンピックのトルコ選手団（1964ねんとうきょうオリンピックのトルコせんしゅだん）は、1964年10月10日から10月24日にかけて日本の首都東京で開催された1964年東京オリンピックのトルコ選手団、およびその競技結果。

## 概要
今大会は金メダル2個、銀メダル3個、銅メダル1個の合計6個のメダルを獲得した。

## メダル
| メダル | 選手名               | 競技       | 種目                             |
| ------ | -------------------- | ---------- | -------------------------------- |
| 金     | イスマイル・オーガン | レスリング | 男子フリースタイルウェルター級   |
| 金     | カジム・アイバズ     | レスリング | 男子グレコローマンライト級       |
| 銀     | フセイン・アクバシュ | レスリング | 男子フリースタイルバンタム級     |
| 銀     | ハサン・ギュンゴル   | レスリング | 男子フリースタイルミドル級       |
| 銀     | アフメト・アイク     | レスリング | 男子フリースタイルライトヘビー級 |
| 銅     | ハミト・カプラン     | レスリング | 男子フリースタイルヘビー級       |